# Mixomelia umbripars
Mixomelia umbripars là một loài bướm đêm trong họ Noctuidae.